# Hanagodu, Hunsur
Hanagodu là một làng thuộc tehsil Hunsur, huyện Mysore, bang Karnataka, Ấn Độ.